# USS Essex (CV-9)
O USS Essex foi um porta-avião da Marinha dos Estados Unidos, navio líder da Classe Essex.
O navio entrou em operação, durante a Segunda Guerra Mundial, recebendo a classificação de "CV" porta-aviões ("Aircraft Carrier"), na Guerra da Coreia após remodelação foi reclassificado como "CVA" porta-aviões para aeronaves de caça ("Attack Aircraft Carrier"), no início da década de sessenta, após nova remodelação passou a atuar como "CVS" porta-aviões especializado em guerra antissubmarina (AntiSubmarine Warfare Carrier).
Construído pelo estaleiro Newport News Shipbuilding and Drydock Company, foi lançado ao mar em 31 de julho de 1942, sendo comissionado em 31 de dezembro de 1942. O capitão Donald B. Duncan foi o seu primeiro comandante.
O porta-aviões Essex recebeu a citação presidencial e 13 estrelas de batalha pelos serviços prestados na Segunda Guerra Mundial, 4 estrelas de batalha e a comenda da Marinha por serviços durante a Guerra da Coreia.
O navio foi descomissionado em 30 de junho 1969 e encaminhado para desmonte em junho de 1975.
O nome Essex é uma homenagem a cidade e condado norte-americano com longa tradição na construção de barcos, localizada no estado de Massachusetts, e aos outros três navios da Marinha Americana que receberam o mesmo nome.

## Operações

### Segunda Guerra Mundial

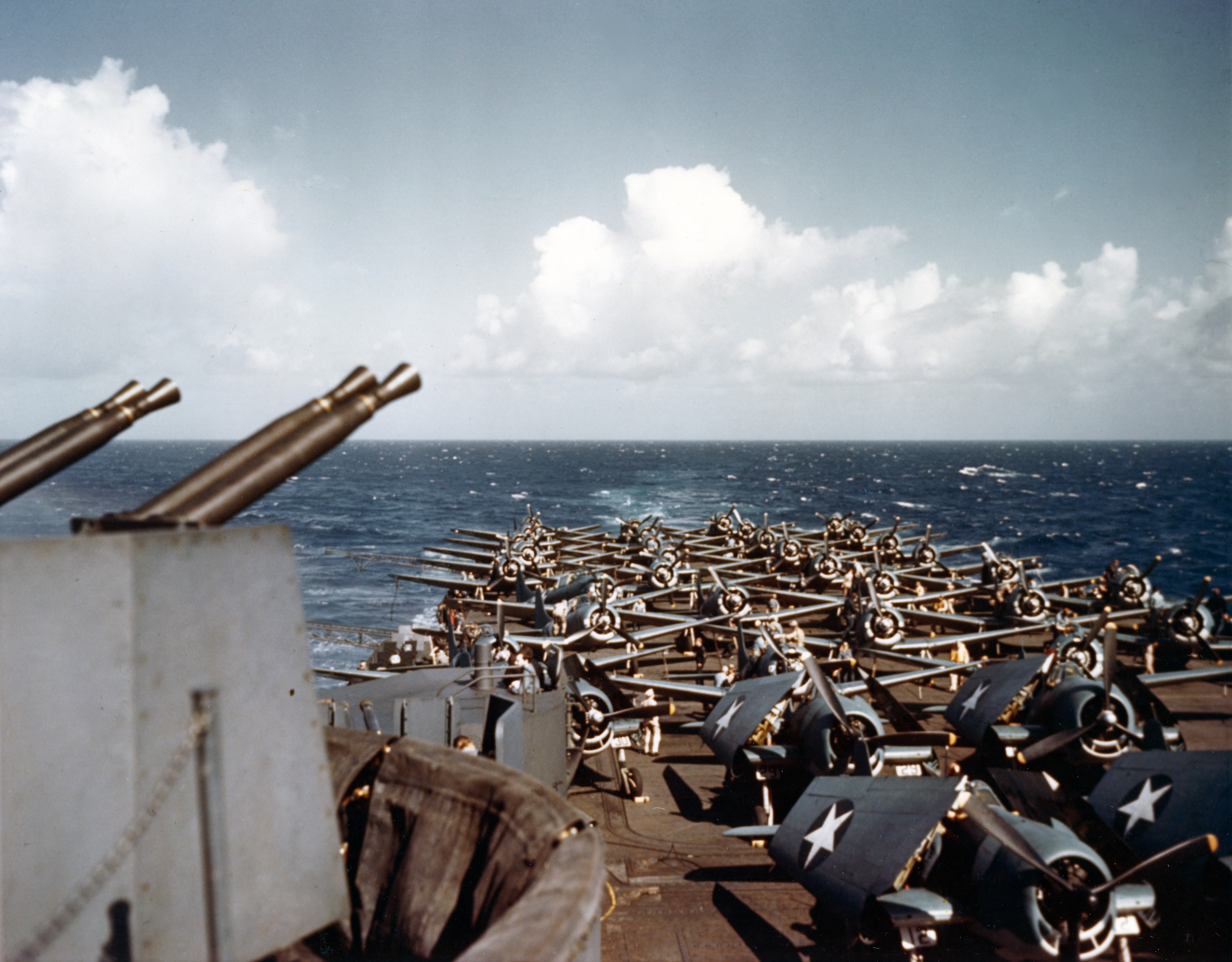
Avião caça F6F Hellcat (com as asas dobradas) e o avião bombardeio SBD-4 Dauntless (20 de março de 1943)

O Essex esteve na na Área da Guerra do Pacífico no período de 31 de agosto de 1943 a 15 de agosto de 1945.
Participou da força tarefa "Task Force 16 (TF 16)" que bombardeou a Minamitorishima (ilha Marcus) em 31 de agosto de 1943. Fazendo parte da "Task Force 14 (TF 14)" participou do ataque a Ilha Wake (5-6 outubro). Como parte da "Task Group 50.3 (TG 50.3)" investiu contra as Ilhas Gilbert e participou da Batalha de Tarawa (18-23 novembro). Após reabastecimento os seus aviões atacarem o Atol Kwajalein (4 dezembro).

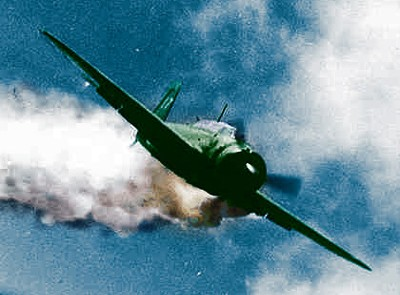
Yokosuka D4Y3 (Type 33) "Judy" em mergulho suicida contra o USS Essex (CV-9) (25 de novembro de 1944)

Juntamente com outros navios da Marinha Norte-Americana participou do ataque ao atol de Truk (17-18 fevereiro de 1944), aonde forma afundados 8 navios da Marinha Imperial Japonesa. Na sequencia a esta operação, na rota para as Ilhas Marianas foi detetado e pesadamente atacado pela aviação japonesa, que não impediu que os seus aviões executassem missões de bombardeamento em Saipan, Tinian e Guam (23 de fevereiro).
Após esta operação o Essex retornou ao porto de São Francisco para a sua única manutenção em tempo de guerra.
Em seu retorno ao Pacifico fez parte da força tarefa "Task Force 16 (TF 12.1)" juntamente com os porta-aviões USS Wasp (CV-18) e USS San Jacinto (CVL-30) que atacou Minamitorishima (ilha Marcus) (19-20 maio) e a Ilha Wake (23 maio).
Apoiou a ocupação das Ilhas Marianas (10 de junho - 15 de agosto). Ainda no ano de 1944 participou dos ataques as Ilhas Palau (6-8 setembro) e Mindanau (9-10 setembro), Okinawa (10 outubro), Ilha de Formosa (12-14 outubro), Ilhas Leyte (24-25 outubro), retornando então para as Ilhas Carolinas aonde foi reabastecido.
Em 25 de novembro de 1944 o porta-aviões recebeu um ataque suicida de um avião kamikaze japonês. A ponte de comando e o deck de decolagem, sofreram pesados danos, foram feridos 44 marinheiros e mortos 15. O navio após rápidos reparos voltou a operação em meados de dezembro.
O porta-aviões retornou as operações participando da ocupação da ilha de Mindoro nas Filipinas (14-16 dezembro). Em 18 de dezembro esteve ativo no socorro aos sobreviventes do tufão que atingiu a região, ocasionando severos danos a frota norte-americana.

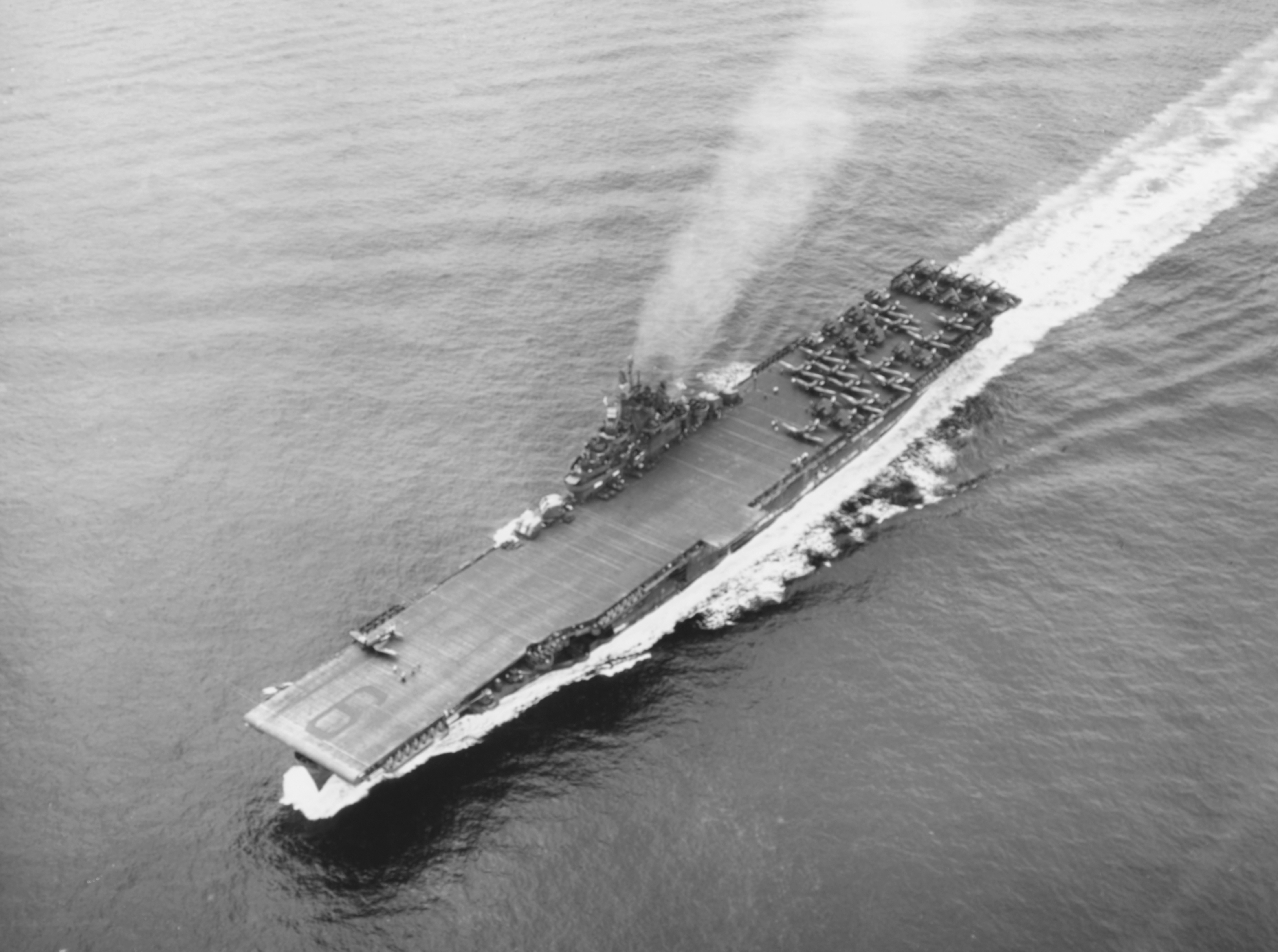
Campanha de Okinawa (20 de maio de 1945)

No primeiro mês de 1945, os seus aviões atacaram Formosa, Sakishima, Okinawa, Luzon, Hainan e Hong Kong, e novamente esteve envolvido no socorro a frota, após o tufão ocorrido em 20-21 de janeiro.
Durante o restante da guerra, continuou realizando ataques contra a região de Tóquio (16-17, e 25 de fevereiro), para neutralizar o poderio aéreo do inimigo como na destruição da indústria aeronáutica japonesa. Na sequencia missões contra Iwo Jima e as ilhas vizinhas, e a partir de 23 de março até 28 de maio de 1945 foi utilizado principalmente para apoiar a conquista de Okinawa.
Retornando aos Estados Unidos foi desativado no porto de Bremerton, Washington. Em 9 de janeiro de 1947, o navio foi transferido para a reserva.

### Guerra da Coreia
O porta-aviões já modernizado como "CVA" porta-aviões para aeronaves de caça, esteve presente em três oportunidades durante a Guerra da Coreia (25 de junho de 1950 e 27 de julho de 1953).
Em janeiro de 1951, foi o navio líder da frota de porta-aviões e da força tarefa "Task Force 77 (TF 77)", até que em 16 de setembro de 1951, um avião "McDonnell F2H-2 Banshee fighter" danificado em uma missão combate, na sua tentativa de pouso atingiu outros aviões causando explosões e um incêndio que matou sete tripulantes.
O porta-aviões passou por reparos na base de Yokosuka, no Japão. Retornou ao combate em outubro, com missões de ataque ao longo do rio Yalu e no apoio das tropas das Nações Unidas, presentes no conflito. Em dezembro de 1953 foi deslocado para o patrulhamento do Mar da China.

### Pós Guerras[7]
Em janeiro de 1958, a embarcação foi seriamente danificada por um incêndio ocorrido em alto-mar.
Em 28 de maio de 1959, um avião FJ-1 Fury colidiu com o deck de decolagem ocasionado explosões e um incêndio, que matou dois tripulantes, e feriu 21 outros.
Em novembro de 1966, a 350 milhas de Morehead City, durante um exercício naval, o Essex colidiu com o submarino nuclear norte-americano USS Nautilus (SSN-571). O submarino sofreu pesados danos, e o porta-aviões teve o seu casco rasgado na área de proa, ambas as embarcações retornaram a seus portos com recursos próprios.

### Missão Apolo
Em 27 de janeiro de 1967, o porta-aviões encalhou próximo a Porto Rico.